# 玄武洞車站
玄武洞車站（日语：／ Genbudō eki */?）是一由西日本旅客鐵道（JR西日本）所經營的鐵路車站，位於日本兵庫縣豐岡市，是山陰本線沿線的一個無人車站，隸屬於近畿統括本部的管轄範圍，由隔鄰的豐岡站管理。玄武洞車站是其站名由來、也是鄰近地區觀光名勝的玄武洞之主要進出口，在車站前可以見到橫渡圓山川的渡船碼頭，僅需3分鐘船程即可抵達玄武洞公園。
1912年初設車站時，當時的站名仍稱為玄武洞假停車場（玄武洞仮停車場），是一個只有部分季節營運的臨時車站。一直到1918年時，才正式升格為全年營業車站。

## 車站
玄武洞車站是一座設置有對向式月台一對共2條乘車線，且可進行列車交會的地面車站。站舍緊鄰北側的1號線月台，並透過跨線天橋與南側的2號線月台相連。

### 月台配置
| 月台 | 路線     | 方向 | 目的地                 |
| ---- | -------- | ---- | ---------------------- |
| 1、2 | 山陰本線 | 上行 | 往豐岡、京都、大阪方向 |
| 1、2 | 山陰本線 | 下行 | 往城崎溫泉、鳥取方向   |

## 使用情況
根據「兵庫縣統計書」，2016年（平成28年）度1日平均上車人次為32人。
近年的1日平均上車人次如下表。
| 年度   | 1日平均 上車人次 |
| ------ | ---------------- |
| 1998年 | 52               |
| 1999年 | 42               |
| 2000年 | 35               |
| 2001年 | 35               |
| 2002年 | 38               |
| 2003年 | 38               |
| 2004年 | 37               |
| 2005年 | 31               |
| 2006年 | 29               |
| 2007年 | 26               |
| 2008年 | 24               |
| 2009年 | 36               |
| 2010年 | 37               |
| 2011年 | 37               |
| 2012年 | 36               |
| 2013年 | 27               |
| 2014年 | 49               |
| 2015年 | 30               |
| 2016年 | 32               |

## 相鄰車站
西日本旅客鐵道
 山陰本線
■ 快速（只限部分以豐岡作為起訖點的列車停靠）、■ 普通
豐岡－玄武洞－城崎溫泉

## 外部連結
- 玄武洞｜車站資訊：JR出門網 - 西日本旅客鐵道